# تاکاشینا نو تاکاکو

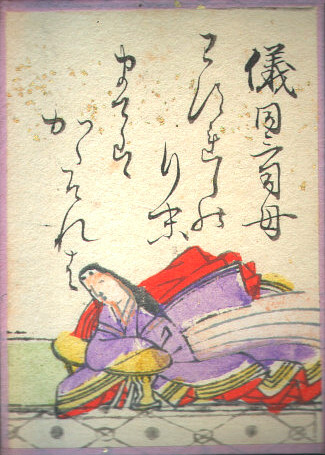

تاکاشینا نو تاکاکو، تاکاشینا نو کیشی (به ژاپنی: 高階貴子, Takashina no Takako / Takashina no Kishi)، یک شاعر واکا (شعر) در دوره هی‌آن بود. او همسر فوجیوارا نو میچیتاکا و مادر فوجیوارا نو تیشی (ساداکو]، فوجیوارا نو کوره‌چیکا و فوجیوارا نو تاکاایه بود. 